# Ванилилминдальная кислота

Ванилилминдальная кислота (ВМК) — конечный продукт метаболизма катехоламинов адреналина и норадреналина, выделяемый из организма с мочой.
ВМК образуется из адреналина и норадреналина не напрямую, а через промежуточные метаболиты: дигидроксифенилгликоль (DHPG), метанефрин и норметанефрин. DHPG образуется из норадреналина с участием фермента MAO, метанефрин и норметанефрин — из адреналина и норадреналина соответственно с участием фермента COMT. Наконец, ВМК образуется из метанефрина и норметанефрина при помощи MAO, а из DHPG — с помощью альдегиддегидрогеназы и COMT:гл.12.

## Значение в медицине
Повышенное содержание ВМК в моче может свидетельствовать в пользу наличия феохромоцитомы, однако существует риск ложно-положительной диагностики при стрессе. Измерение метанефрина, как считается представляет более объективную информацию о наличии либо отсутствии феохромоцитомы.